# Oleksandr Lyssenko
Oleksandr Lyssenko (ukrainisch Олександр Лисенко, engl. Transkription Oleksandr Lysenko; * 7. September 1972) ist ein ehemaliger ukrainischer Biathlet.
Oleksandr Lyssenko lebt in Kiew. Er gehörte nach der Auflösung der Sowjetunion und der Neugründung nationaler Verbände in den Nachfolgestaaten zu den ersten Angehörigen des Nationalkaders der Ukraine. Biathlon betrieb er seit 1986, bei der Gründung des ukrainischen Verbandes gehörte er als junger Athlet zunächst der zweiten Reihe der Biathleten an. Wie so viele andere Athleten der Nachfolgestaaten profitierte er letztlich von den nun neuen Plätzen in den Nationalkadern, vor allem als die erfahreneren Athleten nach den Olympischen Winterspielen 1994 von Lillehammer ihre Karriere beendeten und somit Plätze für junge Athleten im Kader frei wurden. Sein internationales Debüt gab er in der Saison 1994/95 in Oberhof im Weltcup, wo er 94. im Einzel und 92. im Sprint wurde. Erster Karrierehöhepunkt wurden die Weltmeisterschaften 1995 in Antholz. Hier erreichte Lyssenko das beste Einzelergebnis seiner Karriere, als er im Einzel auf den 19. Platz lief. Mit Ruslan Lyssenko, Taras Dolnyj und Roman Swonkow wurde er zudem Elfter mit der Staffel, in der er als Startläufer angetreten war. 1996 kam er bei den Weltmeisterschaften von Ruhpolding in drei Rennen zum Einsatz, im Einzel wurde er 54., im Sprint 51. sowie mit Ruslan Lyssenko, Mykola Krupnyk und Juri Emeljanenko 13. mit der Staffel, bei der er dieses Mal als Schlussläufer zum Einsatz kam. Nach den Weltmeisterschaften kam er nur noch einmal, 2000 in Ruhpolding bei einem Staffelrennen zum Einsatz, wo mittlerweile die erfolgreichere Biathleten-Generation mit Andrij Derysemlja, Oleksandr Bilanenko und Mychajlo Syson zu seinen Staffel-Partnern gehörten und mit denen er den elften Platz belegte.

## Biathlon-Weltcup-Platzierungen
Die Tabelle zeigt alle Platzierungen (je nach Austragungsjahr einschließlich Olympische Spiele und Weltmeisterschaften).
- 1.–3. Platz: Anzahl der Podiumsplatzierungen
- Top 10: Anzahl der Platzierungen unter den ersten zehn (einschließlich Podium)
- Punkteränge: Anzahl der Platzierungen innerhalb der Punkteränge (einschließlich Podium und Top 10)
- Starts: Anzahl gelaufener Rennen in der jeweiligen Disziplin

| Platzierung         | Einzel | Sprint | Verfolgung | Massenstart | Team | Staffel | Gesamt |
| ------------------- | ------ | ------ | ---------- | ----------- | ---- | ------- | ------ |
| 1. Platz            |        |        |            |             |      |         |        |
| 2. Platz            |        |        |            |             |      |         |        |
| 3. Platz            |        |        |            |             |      |         |        |
| Top 10              |        |        |            |             |      | 3       | 3      |
| Punkteränge         | 1      |        |            |             |      | 3       | 4      |
| Starts              | 6      | 5      |            |             |      | 3       | 14     |
| Stand: Karriereende |        |        |            |             |      |         |        |